# EBR-75
El Panhard EBR (Panhard Engin Blindé de Reconnaissance) es un vehículo blindado ligero de reconocimiento diseñado por Panhard para el ejército francés y más tarde usado por diversos países en el mundo. Han sido empleados, sobre todo, en los conflictos coloniales de Portugal en Angola, Mozambique y Guinea-Bissau, y en la Guerra de Argelia.  
El EBR es un vehículo de reconocimiento 8x8 diseñado antes de la Segunda Guerra Mundial, aunque su producción no comenzó hasta acabada esta, con más de 1.200 vehículos construidos después de 1954. Aunque, estaba poco blindado, el RBA estaba armado con el cañón FL-11 de 90 mm o el FL-10 de 75 mm y con hasta 3 ametralladoras de 7,5 mm, operadas por el conductor, el copiloto y el comandante (no en todos los EBR se montaron 3 ametralladoras). El EBR tiene un tripulación de 4 personas, incluyendo dos en la torreta, y tiene un motor de 200 CV y 6 litros.

## Historia

### Antecedentes
Desde 1935, Francia se dedica a la fabricación y el uso de una línea de vehículos blindados armados de reconocimiento sobre ruedas y con cierta capacidad antitanque. Era este el resultado de las reformas iniciadas por las divisiones ligeras Mecanizadas (DLM). La doctrina francesa necesitaba de elementos para cubrir el terreno en un campo de batalla más grande y extenso, y especialmente con los lentos tanques de la época, y, por lo tanto debían ir fuertemente armados. Además este tipo de vehículos eran muy interesantes para equipar a las unidades militares de las colonias francesas del Norte de África. El blindado Panhard 178 era el blindado más avanzado en servicio en 1940 en el Ejército francés. El armamento variaba, desde un cañón de 25 mm en algunos vehículos a dos ametralladoras de 7,5 mm en otros, mientras que la versión de mando disponía de radio extra pero carecía de armamento. Renault recibió el encargo de producir una torreta equipada con un cañón de 47 mm para rearmar a los Panhard 178, pero solo hubo tiempo para un prototipo. La gran mayoría fueron capturados por los alemanes tras el armisticio y encuadrados en las fuerzas alemanas como Panzerspähwagen 204(f), siendo algunos rearmados con cañones antitanque de 37 mm o ametralladoras MG 34. Algunos fueron utilizados en Rusia en misiones de patrulla contra los partisanos.
Ya en 1938 ya se buscaba un reemplazo para el Panhard 178. Aunque era uno de los mejores vehículos blindados del ejército francés en 1940 al ser un vehículo 4x4 tenía problemas de tracción sobre suelo blando. Panhard Levassor realizó un diseño llamado Modelo 201, de con sólo 1,80 metros de alto en la parte superior de la torreta y muy adecuado para misiones de reconocimiento en posiciones camufladas. El nuevo diseño tenía una combinación de cuatro ruedas exteriores y cuatro ruedas de metal internas que se podían bajar para convertir el vehículo a un 8x8 en los terrenos diiciles. La configuración 4x4 se mantenía en carretera. El armamento seguía siendo un cañón de 25 mm o 37 mm. Para mayo de 1940 sólo el prototipo fue probado a fondo, siendo enviado al norte de África para evitar su captura.
Su predecesor, el Panhard 178, fue armado con un cañón antitanque de 47 mm justo antes de la invasión alemana (que fue para la época un calibre significativo para un vehículo pequeño). Después de la liberación el Panhard 178 entró en producción en agosto de 1944. Estos nuevos vehículos tenían una torreta más grande armada con un cañón de 47 mm y fueron conocidos como Panhard 178B.
En la doctrina militar francesa los sistemas de reconocimiento no están solo pensados para descubrir e investigar, ya que esas misiones podrían ser realizadas por vehículos más ligeros. También deben realizar misiones en el campo de batalla como asegurar los flancos y realizar tareas de protección ofensiva, lo que requiere de una potencia de fuego aceptable no solo para destruir el avance de elementos enemigos, sino para repeler también incursiones de blindados. Los franceses se tenían se equiparon durante años con blindados sobre ruedas (con AML-90, ERC-90, AMX-10RC, etc). Considerando los despliegues en África, los vehículos sobre ruedas ofrecían ventajas en operaciones de baja intensidad y condiciones espartanas. Perfectos para el despliegue aéreo gracias a su pequeño tamaño y peso, los blindados Panhard hicieron a Francia puntera en la tecnología de los vehículos de combate sobre ruedas después de 1945. Por estas razones varias fuerzas armadas utilizaron durante años los blindados franceses.

### Nacimiento del EBR
El Engin Blindé de Reconnaissance (vehículo blindado de reconocimiento) nació debido a las necesidades inmediatas de la posguerra. Panhard recibió carta blanca para continuar el desarrollo del Modelo 201. Lo hizo, pero decidió hacerlo recurriendo a un vehículo más grande, el Panhard 212.  El Modelo 212 retenía la mayor parte de sus características pero añadió un casco simétrico de bajo perfil. La parte trasera y frontal eran idénticas y se contaba con dos conductores. Además se instaló una torreta oscilante en lugar de la torreta convencional del 201. Al ejército francés le gustaba el concepto de la torreta oscilante, que también empleo en el tanque ligero de reconocimiento AMX-13. Otra particularidad fue el motor situado bajo la torreta, debido a su extrema compacidad.

### Doctrina de empleo
Los ágiles y blindados vehículos exploradores sobre ruedas franceses EBR estaban armados con un cañón de 75 mm y un cargador automático lo que les proporcionaba una excelente movilidad e interesante potencia de fuego. Los franceses preveían emplearlos para hostigar y flanquear rápidamente a los grupos de blindados enemigos. Los EBR podían teóricamente inutilizar rápidamente varios tanques enemigos atacándolos desde los flancos y la retaguardia, puntos con blindaje más débil. Los proyectiles APC de 75 mm tenían sin embargo problemas con la penetración frontal de blindajes gruesos, esto es tanques pesados soviéticos. El modelo EBR se mejoró por ello en 1963, se añadió un cañón de 90 mm que podía disparar proyectiles HEATFS. Los proyectiles HE y HEATFS en teoría podían penetrar más de 300 mm de blindaje, independientemente de la distancia de disparo. 

### Producción
El Modelo 212 fue aceptado en 1950, y la producción comenzó en 1950 bautizanndose Panhard EBR. La primera versión (EBR-75) estaba armada con el cañón SA 49 de 75 mm. La segunda versión de 1954 estaba armada con el cañón SA 50, de caña larga. Finalmente, la tercera y última versión de 1963 (EBR-90) estaba equipado con el nuevo cañón F2 de 90 mm. En total se produjeron 1.200 EBR hasta 1960, aunque las modernizaciones se realizaron hasta 1969.

### Ejército francés

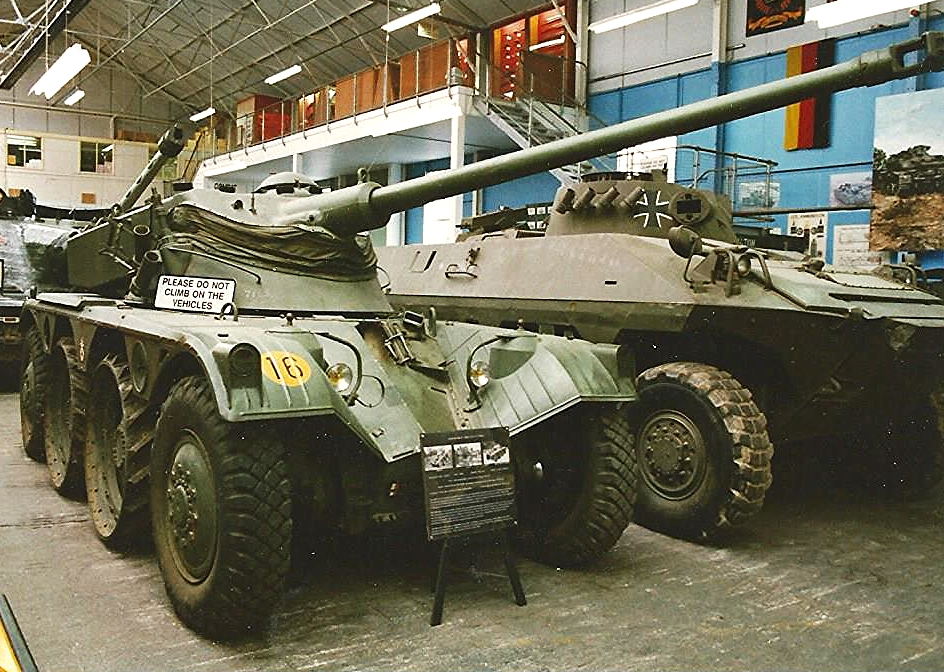
El Panhard EBR-75 Mod.55 con cañón de 90 mm del Museo de tanques de Bovington.

Francia integró los EBR en las divisiones mecanizadas ligeras (DLM). Estas debían llegar al campo de batalla precediendo a la división blindada. Cada vehículo debía realizar no sólo reconocimiento, sino también cubrir los flancos y repeler las incursiones enemigas o elementos avanzados. Eso significaba que el EBR necesitaba un buen armamento antitanque. Francia modernizó los EBR al nuevo estándar de 90 mm a partir de 1964. El  AMX 10RC reemplazó el EBR a partir de 1981. Los EBR franceses vieron combate durante la guerra de Argelia (1954-1962), y en diversos países de África hasta finales de la década de 1970. A medida que iban siendo retirados, varias decenas de EBR fueron vendidos a Marruecos.

### Ejército portugués
Portugal compró 100 EBR-75, con el cañón FL-10. Fueron utilizados en Angola durante la guerra colonial de la década de 1970. El ejército portugués también utilizó una variante APC, sólo construida para Portugal, llamado Panhard EBR-VTT. Tenía un casco similar al del AMX-13 VTT y estaba armado con una ametralladora de 12,7 mm y tres ametralladoras de 7,5 mm, transportando a un pelotón de doce soldados.

## Características
- Tripulación: 4 (comandante, artillero, conductor y conductor de emergencia)
- Longitud: 6,15 m
- Altura: 2,42 m
- Anchura: 2,24 m
- Peso en combate: 13 t
- Potencia: 200 CV
- Autonomía: 630 km
- Velocidad: 105 km/h
- Depósito: 380 l
- Consumo: 50 l/100 km
- Munición:  56 proyectiles de 75 mm o 43 proyectiles de 90 mm[2]

## Armamento
- Armamento principal: (versión 1951): 1 Cañón SA 49 75 mm (Vo 600 m/s)
- Armamento principal: (versión 1954): 1 Cañón SA 50 75 mm (Vo 1000 m/s)
- Armamento principal: (versión 1963): 1 Cañón F2 90 mm (Vo 750 m/s)
- Armamento secundario: 3 ametralladoras MAC M31 de 7,5 mm

## Galería

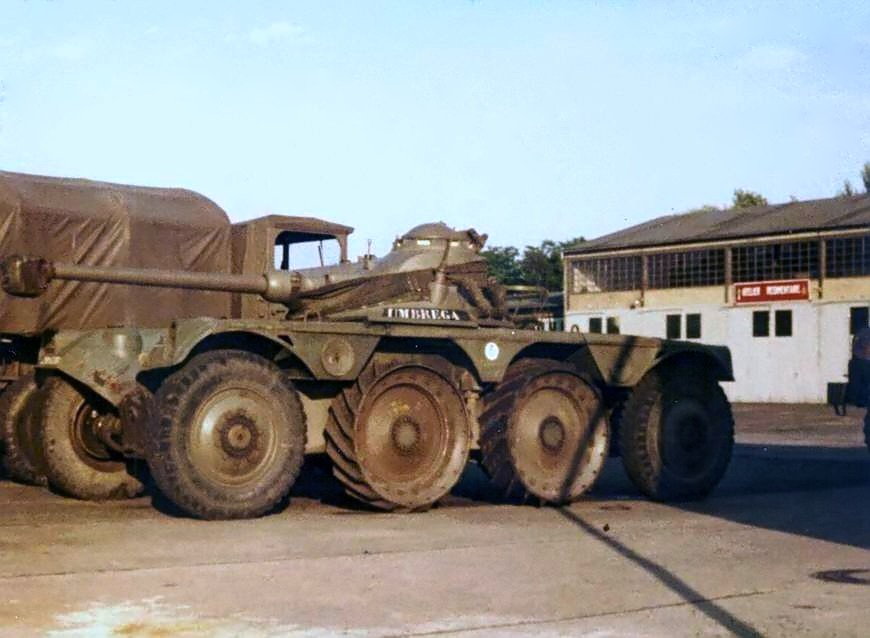
Un EBR-75 del 1er Regimiento de Espahís, 1978.
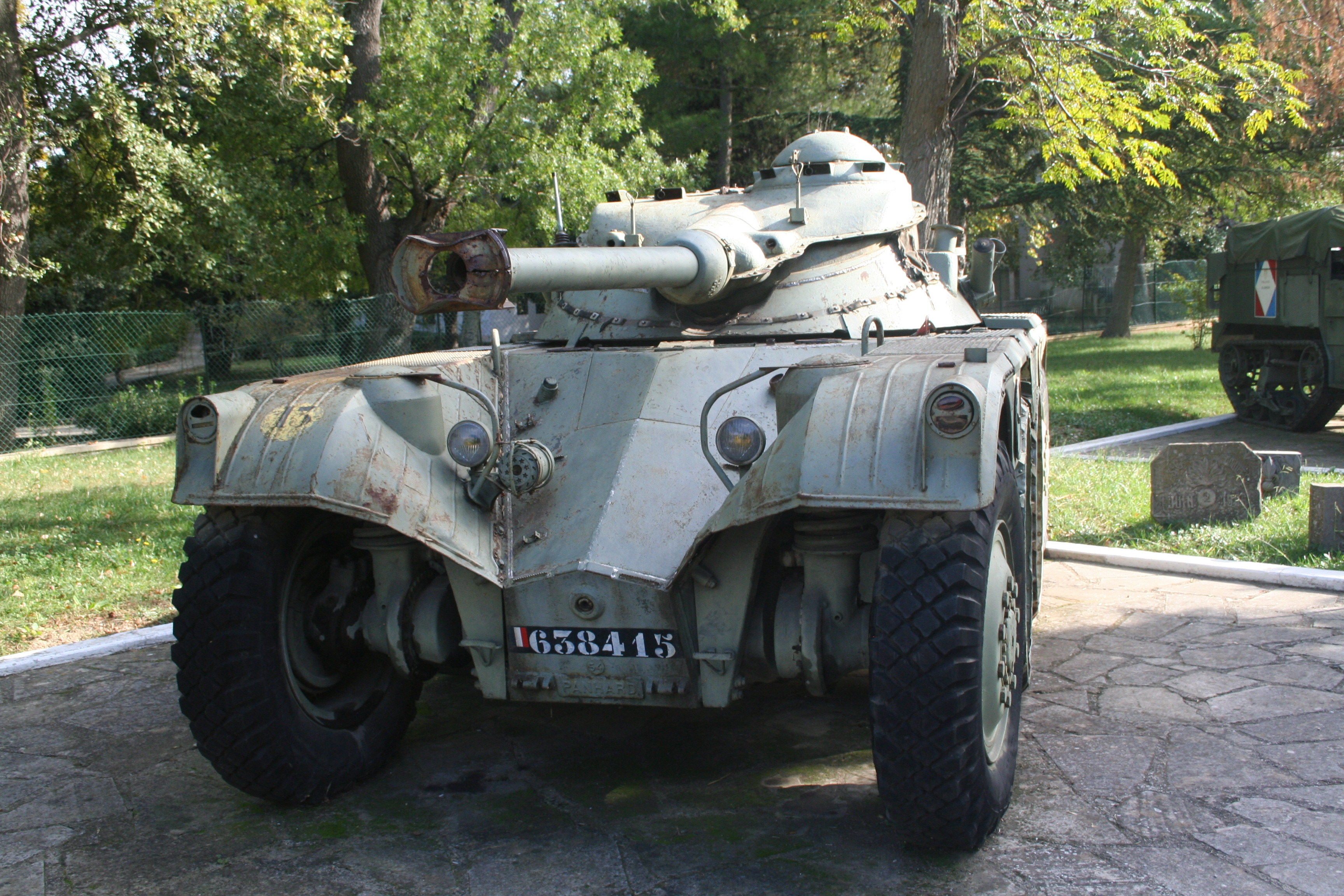
Vista frontal de un EBR-75.